# Сент-Эмильон

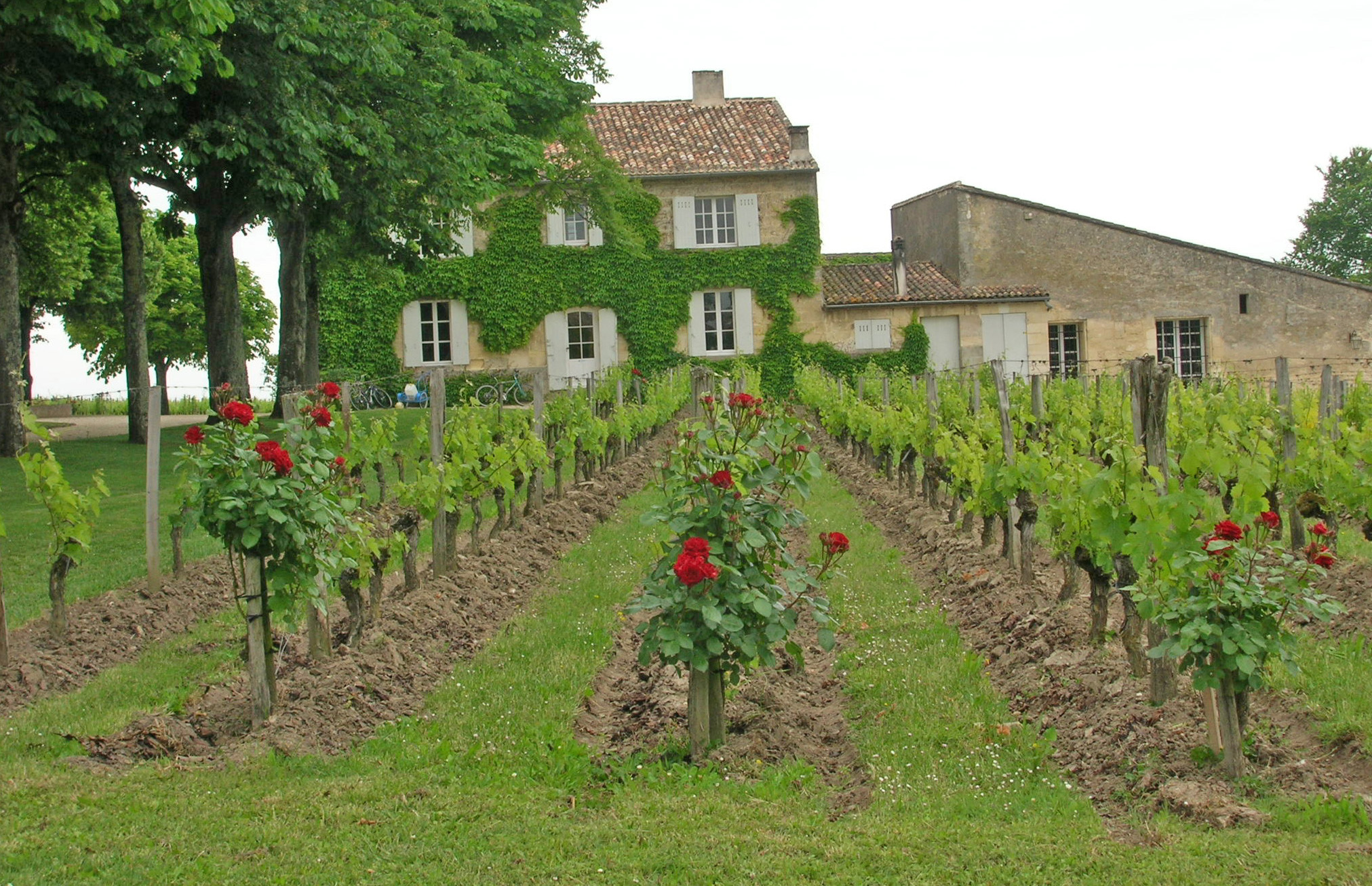
Одно из хозяйств Сент-Эмильона

Сент-Эмильон (фр. Saint-Emilion) — коммуна в департаменте Жиронда, регион Новая Аквитания, Франция. Расположена на правом берегу реки Дордонь. В 1999 году включена в список объектов всемирного наследия ЮНЕСКО во Франции.

## География
Сент-Эмильон относится к винодельческому региону Бордо (субрегион Либурне). Коммуна расположена в 40 километрах от столицы департамента Жиронда города Бордо, 6 километрах от винодельческой коммуны Помероль и муниципального центра Либурн, а на востоке граничит с ещё одним либурнским винодельческим субрегионом — Кот-де-Кастийон. 
Рельеф местности и почвы в коммуне весьма разнообразны. Центральное плоскогорье вокруг столицы плавно переходит в холмы с террасами виноградников на западе и востоке. Гравийные почвы со стороны Помероля далее чередуются с песчано-глинистыми и известковыми.
Коммуне принадлежит примерно 200 км пещер, вырубленных в известняке на глубину до 5 этажей. В старину это были карьеры, в которых добывался камень для строительства в регионе — так, практически весь классицистский ансамбль Бордо (также памятник всемирного наследия ЮНЕСКО), построенный в XVIII веке, был возведён из сент-эмильонского известняка. Ныне же эти пещеры используются как винные склады и погреба.     

Панорама Сент-Эмильона

## Виноделие

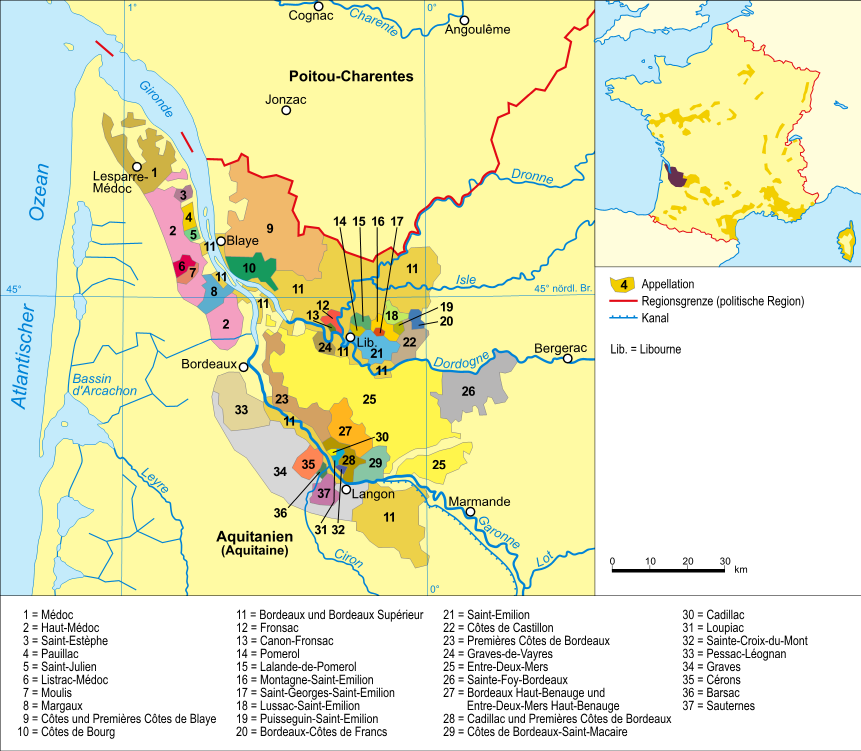
Карта винодельческих коммун Бордо

Коммуна занимает 5400 гектаров на 73,5 % которых расположены виноградники, принадлежащие более 800 хозяйствам. Бо́льшая часть хозяйств, порядка 52 % от общего количества, владеет не более, чем 5 гектарами виноградников. Среднегодовой объём производства вина составляет порядка 3 миллиона ящиков (36 миллионов бутылок). 
В коммуне культивируют следующие основные сорта винограда: мерло (порядка 60 %), каберне фран (порядка 30 %) и каберне совиньон (около 10 %). Согласно регламенту, в коммуне разрешено выращивать ещё два сорта винограда, не являющиеся основными: мальбек (или Cot) и карменер. 
Вина, производимые в коммуне, традиционно купажированные, характеризуются насыщенным цветом, мягким и плотным телом, тонами трюфелей, поджаренного хлеба, подлеска и чёрных ягод.
Возраст созревания вин варьируется в зависимости от категории классификации хозяйства:
- AOC Saint-Emilion[фр.] — от 3 до 8 лет
- AOC Saint-Emilion Grand Cru[фр.] — от 5 до 12 лет
- Saint-Emilion Grand Cru Classé — от 15 до 25 лет и более.

### Апеласьон
Коммуна имеет два апеласьона, географически расположенные на одной местности — «Сент-Эмильон» и «Сент-Эмильон-гран-крю». Как принято во Франции, производство вина в этих двух апелласьонах строго регулируется законодательством по принципу «не более»:
- AOC Saint-Emilion[фр.]: урожайность — 45 гл/га; плотность посадки — 5000 лоз/га; содержание алкоголя — 10,5°<x<13°
- AOC Saint-Emilion Grand Cru[фр.]: урожайность — 40 гл/га; плотность посадки — 5000 лоз/га; содержание алкоголя — 11°<x<13°

Согласно декрету от 14 ноября 1936 года, винодельческое производство территориально ограничено рамками исторической границы Сент-Эмильона, утвержденной королём Англии Эдуардом I в 1289 году. Оно охватывает восемь муниципалитетов Сент-Эмильона и одну часть соседнего муниципалитета Либурн:
- Сент-Эмильон (Saint-Emilion)
- Сен-Кристоф-де-Бард[фр.] (Saint-Christophe-des-Bardes)
- Сент-Ипполит[фр.] (Saint-Hippolyte)
- Сент-Этьен-де-Лис[фр.] (Saint-Etienne-de-Lisse)
- Сен-Лоран-де-Комб[фр.] (Saint-Laurent-des-Combes)
- Сен-Пей-д’Арман[фр.] (Saint-Pey-d’Armens)
- Сен-Сюльпис-де-Фалеран[фр.] (Saint-Sulpice-de-Faleyrens)
- Виньоне[фр.] (Vignonet)

Кроме указанных выше двух крупных апелласьонов, у коммуны есть три небольших «спутника», имеющие право носить в своём названии имя Сент-Эмильон, расположенные на северо-восточных границах, также имеющие классификацию Appellation d’origine contrôlée и производящие вина:
- Люссак[фр.] — AOC Lussac-Saint-Emilion[фр.]
- Монтань[фр.] — AOC Montagne-Saint-Emilion[фр.] и AOC Saint-Georges-Saint-Emilion[фр.]
- Пюисген[фр.] — AOC Puisseguin-Saint-Emilion[фр.]

### Классификация вин
Вина Сент-Эмильона классифицированы отдельно от общей «Официальной классификации вин Бордо 1855 года», так как в редакции не были классифицированы хозяйства Либурна или «правого берега». Муниципалитет Либурна самостоятелен от Бордо и имеет собственную Виноторговую палату. 
Вина Сент-Эмильона долгое время оставались деклассифицированными, лишь в 1934 году Виноторговая палата Сент-Эмильона решила ввести классификацию вин местных хозяйств. Классификация была закреплена декретом от 7 декабря 1954 года. В отличие от Бордо, она была одобрена производителями коммуны, а не винными негоциантами. Также было решено сделать её достаточно мобильной и пересматривать каждые десять лет. 
Первая редакция «Официальной классификации вин Сент-Эмильона» была окончательно утверждена и опубликована 16 июня 1955 года. Декреты от 7 августа и 18 октября 1958 года закрепили достигнутое, классифицировав 12 хозяйств категории Premiers Grands Crus Classés и 63 хозяйства категории Grands Crus Classés.
Вторая редакция «Официальной классификации вин Сент-Эмильона» была издана 17 ноября 1969 года; в ней количество хозяйств категории Grands Crus Classés увеличилось до 72-х.
Третья редакция «Официальной классификации вин Сент-Эмильона» была утверждена лишь в 1984 году, издана 23 мая 1986 года. Вместо бывших ранее четырёх апелласьонов появилось два — Saint-Emilion A.O.C. и Saint-Emilion Grand Cru A.O.C.. Изменился и состав классифицированных хозяйств: 11 хозяйств категории Premiers Grands Crus Classés и вновь 63 хозяйства категории Grands Crus Classés.
Четвёртая редакция «Официальной классификации вин Сент-Эмильона» была опубликована 8 ноября 1996 года, закрепив следующие изменения: 13 хозяйств категории Premiers Grands Crus Classés и 55 хозяйств категории Grands Crus Classés.
Согласно пятой редакции «Официальной классификации вин Сент-Эмильона», утвержденной в сентябре и опубликованной 12 декабря 2006 года, в апелласьонах
были классифицированы следующие хозяйства:
- Premier Grand Cru Classé «А» — два хозяйства;
- Premier Grand Cru Classé «В» — 13 хозяйств;
- Grand Cru Classé — 46 хозяйств коммуны.

В декабре 2012 года была произведена ныне действующая классификация вин Сент-Эмильона, в которой Шато Пави и Шато Анжелюс перешли в категорию «А».

#### Классификация 2006 года
| Château Ausone                   | Château Cheval Blanc                            |                                        |
| Premiers grands crus classés «B» |                                                 |                                        |
| Château Angélus                  | Château Beauséjour (Duffau-Lagarrosse)          | Château Beau-Séjour Bécot              |
| Château Belair                   | Château Canon                                   | Château Figeac                         |
| Clos Fourtet                     | Château La Gaffelière                           | Château Magdelaine                     |
| Château Pavie                    | Château Trottevieille                           |                                        |
| Grands crus classés              |                                                 |                                        |
| Château Balestard la Tonnelle    | Château Bellevue                                | Château Bergat                         |
| Château Berliquet                | Château Cadet Bon                               | Château Cadet Piola                    |
| Château Canon-la-Gaffelière      | Château Cap de Mourlin                          | Château Chauvin                        |
| Château Corbin                   | Château Corbin Michotte                         | Château Dassault                       |
| Château Faurie de Souchard       | Château Fonplégade                              | Château Fonroque                       |
| Château Franc Mayne              | Château Grand Mayne                             | Château Grand Pontet                   |
| Château Guadet Saint-Julien      | Château Haut Corbin                             | Château Haut Sarpe                     |
| Château L'Arrosée                | Château La Clotte                               | Château La Couspaude                   |
| Château La Dominique             | Château La Marzelle                             | Château La Serre                       |
| Château La Tour Figeac           | Château La Tour du Pin Figeac (Giraud-Bélivier) | Château La Tour du Pin Figeac (Moueix) |
| Château Laniote                  | Château Larcis Ducasse                          | Château Larmande                       |
| Château Laroque                  | Château Laroze                                  | Château Le Prieuré                     |
| Château Les Grandes Murailles    | Château Matras                                  | Château Moulin du Cadet                |
| Château Pavie-Decesse            | Château Pavie-Macquin                           | Château Petit Faurie de Soutard        |
| Château Pipeau                   | Château Saint-Georges-Côte-Pavie                | Château Soutard                        |
| Château Tertre Daugay            | Château Troplong Mondot                         | Château Villemaurine                   |
| Château Yon Figeac               | Clos de l'Oratoire                              | Clos des Jacobins                      |
| Clos Saint-Martin                | Couvent des Jacobins                            |                                        |
| Former crus classés              |                                                 |                                        |
| Château Bellefont-Belcier        | Château Destieux                                | Château Fleur-Cardinale                |
| Château Grand Corbin             | Château Grand Corbin-Despagne                   | Château Monbousquet                    |

## Гастрономия
Традиционно вина Сент-Эмильона подаются к тушёным грибам, дичи, жареному ягнёнку, бараньим рёбрышкам, а также к миногам, лососю и местной закуске из кислой капусты. Французские сыры составляют идеальную пару с вином, в том числе канталь, конте, оссо-ирати, реблошон и томм-де-савуа.